# Gallifa (les Masies de Voltregà)
Gallifa és una masia amb elements neoclàssics i modernistes de les Masies de Voltregà (Osona) inclosa a l'Inventari del Patrimoni Arquitectònic de Catalunya.

## Descripció
Masia de planta quadrada coberta a quatre vessants; consta de planta baixa i dos pisos. El portal d'entrada, orientat a migdia, és d'arc de mig punt, però ha estat tapiat fins a la seva línia d'imposta. Al davant d'aquest accés s'hi formen unes arcades sostingudes per pilars, damunt de les quals, al nivell del primer pis, s'hi obren unes galeries que presenten vidres de colors. Aquestes galeries avui cobertes, foren antics porxos. A nivell del segon pis, com si foren les golfes, el mur presenta unes obertures ovalades en forma d'òculs. A l'interior hi ha un oratori.
La construcció és a base de còdols de riu a la seva part baixa i de tàpia a la part superior dels murs.
L'edifici està envoltat per dependències agrícoles, entre les que cal assenyalar el safareig, cobert amb unes línies clarament modernistes.

## Història
Antic mas del que es conserva documentació des del segle XII. També es troba registrat en el fogatge de 1553 de la parròquia i terme de Sant Hipòlit. Habitava el mas en aquella època Pere Gallifa, segons transcriu J. Iglesies.
El mas Gallifa comprenia un gran nombre de masies, algunes de les quals es varen vendre durant la dècada dels anys 70 del segle xx. Les altres, propietat del Bisbat de Vic, d'ençà la mort de la darrera hereva, que no en tenia descendència, estan en tràmits per a ésser venudes a llurs masovers. Entre les masies d'aquest terme podem destacar: El Puig, el Colomer, Can Baulenes, el Ferran, Cal Guarda i Cal Padrí Geo (Masies de Voltregà), Les Gambires (Torelló) Vilalta (Marlès). També s'emparentaren amb el cavaller de Vidrà.
El mas fou ampliat i reformat per Hipòlit Gallifa al segle XVII (1699) i al segle següent com podem comprovar per les dates del mur de migdia (1723) i a llevant (1700). Al segle xix (1847) es reformà de nou.